# Runović
Runović – wieś w Chorwacji, w żupanii splicko-dalmatyńskiej, siedziba gminy Runovići. W 2011 roku liczyła 2024 mieszkańców.